# Partecipanti alla Milano-Sanremo 2025
Elenco dei partecipanti alla Milano-Sanremo 2025.
La Milano-Sanremo 2025 è la centosedicesima edizione della corsa. Alla competizione presero parte 25 squadre: le 18 UCI World Tour 2025 e 7 UCI ProTeam.
Ciascuna delle squadre è composta da sette ciclisti, per un totale di 175 ciclisti.

## Corridori per squadra
Nota: R ritirato, NP non partito, FT fuori tempo, SQ squalificato
| Alpecin-Deceuninck         | Alpecin-Deceuninck         | Alpecin-Deceuninck         | Arkéa-B&B Hotels           | Arkéa-B&B Hotels           | Arkéa-B&B Hotels           | Bahrain Victorious            | Bahrain Victorious            | Bahrain Victorious            |
| -------------------------- | -------------------------- | -------------------------- | -------------------------- | -------------------------- | -------------------------- | ----------------------------- | ----------------------------- | ----------------------------- |
| Nº                         | Ciclista                   | Clas.                      | Nº                         | Ciclista                   | Clas.                      | Nº                            | Ciclista                      | Clas.                         |
| 1                          | Jasper Philipsen           | 163º                       | 11                         | Kévin Vauquelin            | 41º                        | 21                            | Matej Mohorič                 | 100º                          |
| 2                          | Silvan Dillier             | R                          | 12                         | Anthony Delaplace          | 75º                        | 22                            | Damiano Caruso                | 80º                           |
| 3                          | Kaden Groves               | 5º                         | 13                         | Raúl García Pierna         | 82º                        | 23                            | Kamil Gradek                  | 123º                          |
| 4                          | Quinten Hermans            | 45º                        | 14                         | Thibault Guernalec         | 70º                        | 24                            | Andrea Pasqualon              | 108º                          |
| 5                          | Xandro Meurisse            | 140º                       | 15                         | Victor Guernalec           | 104º                       | 25                            | Robert Stannard               | 50º                           |
| 6                          | Oscar Riesebeek            | 167º                       | 16                         | Mathis Le Berre            | 158º                       | 26                            | Fred Wright                   | 10º                           |
| 7                          | Mathieu van der Poel       | 1º                         | 17                         | Alessandro Verre           | 160º                       | 27                            | Edoardo Zambanini             | 18º                           |
| Cofidis                    | Cofidis                    | Cofidis                    | Decathlon AG2R La Mondiale | Decathlon AG2R La Mondiale | Decathlon AG2R La Mondiale | EF Education-EasyPost         | EF Education-EasyPost         | EF Education-EasyPost         |
| Nº                         | Ciclista                   | Clas.                      | Nº                         | Ciclista                   | Clas.                      | Nº                            | Ciclista                      | Clas.                         |
| 31                         | Alex Aranburu              | 15º                        | 41                         | Oliver Naesen              | 78º                        | 51                            | Neilson Powless               | 37º                           |
| 32                         | Jonathan Lastra            | 73º                        | 42                         | Bastien Tronchon           | 151º                       | 52                            | Vincenzo Albanese             | 27º                           |
| 33                         | Jan Maas                   | 118º                       | 43                         | Sander De Pestel           | 95º                        | 53                            | Mikkel Honoré                 | 17º                           |
| 34                         | Nolann Mahoudo             | 121º                       | 44                         | Pierre Gautherat           | 52º                        | 54                            | Alastair MacKellar            | 154º                          |
| 35                         | Paul Ourselin              | 116º                       | 45                         | Tord Gudmestad             | 54º                        | 55                            | Madis Mihkels                 | 66º                           |
| 36                         | Sergio Samitier            | 125º                       | 46                         | Victor Lafay               | 34º                        | 56                            | Harry Sweeny                  | 89º                           |
| 37                         | Damien Touzé               | 164º                       | 47                         | Aurélien Paret-Peintre     | 150º                       | 57                            | Max Walker                    | 128º                          |
| Groupama-FDJ               | Groupama-FDJ               | Groupama-FDJ               | Ineos Grenadiers           | Ineos Grenadiers           | Ineos Grenadiers           | Intermarché-Wanty             | Intermarché-Wanty             | Intermarché-Wanty             |
| Nº                         | Ciclista                   | Clas.                      | Nº                         | Ciclista                   | Clas.                      | Nº                            | Ciclista                      | Clas.                         |
| 61                         | Romain Grégoire            | 30º                        | 71                         | Filippo Ganna              | 2º                         | 81                            | Biniam Girmay                 | 14º                           |
| 62                         | Lewis Askey                | 137º                       | 72                         | Tobias Foss                | 43º                        | 82                            | Francesco Busatto             | 58º                           |
| 63                         | Sven Erik Bystrøm          | 94º                        | 73                         | Axel Laurance              | 44º                        | 83                            | Tom Paquot                    | 166º                          |
| 64                         | Kevin Geniets              | 86º                        | 74                         | Ben Swift                  | 130º                       | 84                            | Laurenz Rex                   | 162º                          |
| 65                         | Thibaud Gruel              | 97º                        | 75                         | Connor Swift               | 132º                       | 85                            | Jonas Rutsch                  | 38º                           |
| 66                         | Quentin Pacher             | 29º                        | 76                         | Geraint Thomas             | 110º                       | 86                            | Luca Van Boven                | 53º                           |
| 67                         | Clément Russo              | 136º                       | 77                         | Ben Turner                 | 157º                       | 87                            | Taco van der Hoorn            | 139º                          |
| Israel-Premier Tech        | Israel-Premier Tech        | Israel-Premier Tech        | Lidl-Trek                  | Lidl-Trek                  | Lidl-Trek                  | Lotto                         | Lotto                         | Lotto                         |
| Nº                         | Ciclista                   | Clas.                      | Nº                         | Ciclista                   | Clas.                      | Nº                            | Ciclista                      | Clas.                         |
| 91                         | Simon Clarke               | NP                         | 101                        | Jasper Stuyven             | 23º                        | 111                           | Jenno Berckmoes               | 60º                           |
| 92                         | Pier-André Côté            | 98º                        | 102                        | Giulio Ciccone             | 47º                        | 112                           | Cédric Beullens               | NP                            |
| 93                         | Marco Frigo                | 112º                       | 103                        | Andrea Bagioli             | 119º                       | 113                           | Jarrad Drizners               | 149º                          |
| 94                         | Jakob Fuglsang             | 83º                        | 104                        | Alex Kirsch                | 46º                        | 114                           | Joshua Giddings               | 148º                          |
| 95                         | Matis Louvel               | 51º                        | 105                        | Jonathan Milan             | 81º                        | 115                           | Sébastien Grignard            | 103º                          |
| 96                         | Jake Stewart               | 92º                        | 106                        | Jacopo Mosca               | 120º                       | 116                           | Arjen Livyns                  | 25º                           |
| 97                         | Corbin Strong              | 12º                        | 107                        | Mads Pedersen              | 7º                         | 117                           | Baptiste Veistroffer          | 114º                          |
| Movistar Team              | Movistar Team              | Movistar Team              | Q36.5 Pro Cycling Team     | Q36.5 Pro Cycling Team     | Q36.5 Pro Cycling Team     | Red Bull-Bora-Hansgrohe       | Red Bull-Bora-Hansgrohe       | Red Bull-Bora-Hansgrohe       |
| Nº                         | Ciclista                   | Clas.                      | Nº                         | Ciclista                   | Clas.                      | Nº                            | Ciclista                      | Clas.                         |
| 121                        | Iván García Cortina        | 21º                        | 131                        | Thomas Pidcock             | 40º                        | 141                           | Maxim Van Gils                | 19º                           |
| 122                        | Orluis Aular               | 28º                        | 132                        | Xabier Azparren            | 144º                       | 142                           | Roger Adrià                   | 24º                           |
| 123                        | Jon Barrenetxea            | 20º                        | 133                        | Fabio Christen             | 63º                        | 143                           | Filip Maciejuk                | 159º                          |
| 124                        | Carlos Canal               | 31º                        | 134                        | Mark Donovan               | 105º                       | 144                           | Gianni Moscon                 | 99º                           |
| 125                        | Lorenzo Milesi             | 65º                        | 135                        | Emīls Liepiņš              | 126º                       | 145                           | Ryan Mullen                   | 156º                          |
| 126                        | Gonzalo Serrano            | 62º                        | 136                        | Milan Vader                | 96º                        | 146                           | Laurence Pithie               | 48º                           |
| 127                        | Manlio Moro                | 142º                       | 137                        | Nickolas Zukowsky          | 71º                        | 147                           | Danny van Poppel              | 141º                          |
| Solution Tech Vini Fantini | Solution Tech Vini Fantini | Solution Tech Vini Fantini | Soudal Quick-Step          | Soudal Quick-Step          | Soudal Quick-Step          | Team Jayco AlUla              | Team Jayco AlUla              | Team Jayco AlUla              |
| Nº                         | Ciclista                   | Clas.                      | Nº                         | Ciclista                   | Clas.                      | Nº                            | Ciclista                      | Clas.                         |
| 151                        | Kristian Sbaragli          | 138º                       | 161                        | Max Schachmann             | 33º                        | 171                           | Michael Matthews              | 4º                            |
| 152                        | Felix Meo                  | 168º                       | 162                        | Ayco Bastiaens             | 147º                       | 172                           | Davide De Pretto              | 74º                           |
| 153                        | Roberto González           | 102º                       | 163                        | Mattia Cattaneo            | 88º                        | 173                           | Felix Engelhardt              | 153º                          |
| 154                        | Tommaso Nencini            | R                          | 164                        | Josef Černý                | 129º                       | 174                           | Patrick Gamper                | 155º                          |
| 155                        | Dušan Rajović              | 61º                        | 165                        | Casper Pedersen            | 26º                        | 175                           | Mauro Schmid                  | 32º                           |
| 156                        | Mark Stewart               | 152º                       | 166                        | Pepijn Reinderink          | 107º                       | 176                           | Jasha Sütterlin               | 115º                          |
| 157                        | Kyrylo Carenko             | 79º                        | 167                        | Martin Svrček              | R                          | 177                           | Filippo Zana                  | 49º                           |
| Team Picnic PostNL         | Team Picnic PostNL         | Team Picnic PostNL         | Team Visma-Lease a Bike    | Team Visma-Lease a Bike    | Team Visma-Lease a Bike    | Tudor Pro Cycling Team        | Tudor Pro Cycling Team        | Tudor Pro Cycling Team        |
| Nº                         | Ciclista                   | Clas.                      | Nº                         | Ciclista                   | Clas.                      | Nº                            | Ciclista                      | Clas.                         |
| 181                        | John Degenkolb             | 64º                        | 191                        | Olav Kooij                 | 8º                         | 201                           | Julian Alaphilippe            | 42º                           |
| 182                        | Warren Barguil             | 84º                        | 192                        | Victor Campenaerts         | 87º                        | 202                           | Marco Brenner                 | 127º                          |
| 183                        | Romain Combaud             | 131º                       | 193                        | Daniel McLay               | 146º                       | 203                           | Marco Haller                  | 72º                           |
| 184                        | Sean Flynn                 | 93º                        | 194                        | Ben Tulett                 | 16º                        | 204                           | Alexander Krieger             | 165º                          |
| 185                        | Chris Hamilton             | 91º                        | 195                        | Attila Valter              | 35º                        | 205                           | Fabian Lienhard               | 133º                          |
| 186                        | Bjoern Koerdt              | 90º                        | 196                        | Tosh Van Der Sande         | 145º                       | 206                           | Rick Pluimers                 | 36º                           |
| 187                        | Kevin Vermaerke            | 76º                        | 197                        | Axel Zingle                | 109º                       | 207                           | Matteo Trentin                | 9º                            |
| UAE Team Emirates XRG      | UAE Team Emirates XRG      | UAE Team Emirates XRG      | Uno-X Mobility             | Uno-X Mobility             | Uno-X Mobility             | VF Group-Bardiani CSF-Faizanè | VF Group-Bardiani CSF-Faizanè | VF Group-Bardiani CSF-Faizanè |
| Nº                         | Ciclista                   | Clas.                      | Nº                         | Ciclista                   | Clas.                      | Nº                            | Ciclista                      | Clas.                         |
| 211                        | Tadej Pogačar              | 3º                         | 221                        | Magnus Cort Nielsen        | 6º                         | 231                           | Filippo Fiorelli              | 69º                           |
| 212                        | Isaac Del Toro             | 13º                        | 222                        | Jonas Abrahamsen           | 135º                       | 232                           | Martin Marcellusi             | 124º                          |
| 213                        | Vegard S. Laengen          | 169º                       | 223                        | Fredrik Dversnes           | 56º                        | 233                           | Alessio Martinelli            | 113º                          |
| 214                        | Jhonatan Narváez           | 85º                        | 224                        | Markus Hoelgaard           | 59º                        | 234                           | Luca Paletti                  | 111º                          |
| 215                        | Domen Novak                | R                          | 225                        | Anders Johannessen         | 117º                       | 235                           | Vicente Rojas                 | 77º                           |
| 216                        | Nils Politt                | 134º                       | 226                        | Tobias Johannessen         | 39º                        | 236                           | Manuele Tarozzi               | 101º                          |
| 217                        | Tim Wellens                | 106º                       | 227                        | Anders Skaarseth           | 122º                       | 237                           | Filippo Turconi               | 161º                          |
| XDS Astana Team            |                            |                            |                            |                            |                            |                               |                               |                               |
| Nº                         | Ciclista                   | Clas.                      |                            |                            |                            |                               |                               |                               |
| 241                        | Alberto Bettiol            | 57º                        |                            |                            |                            |                               |                               |                               |
| 242                        | Davide Ballerini           | 55º                        |                            |                            |                            |                               |                               |                               |
| 243                        | Evgenij Fëdorov            | 68º                        |                            |                            |                            |                               |                               |                               |
| 244                        | Mike Teunissen             | 11º                        |                            |                            |                            |                               |                               |                               |
| 245                        | Diego Ulissi               | 67º                        |                            |                            |                            |                               |                               |                               |
| 246                        | Simone Velasco             | 22º                        |                            |                            |                            |                               |                               |                               |
| 247                        | Nicolas Vinokurov          | 143º                       |                            |                            |                            |                               |                               |                               |